# Leano Morelli
Leano Morelli (Villa Minozzo, 1º ottobre 1950) è un cantautore italiano.

## Biografia
Vive la primissima infanzia circondato dalle montagne del Parco nazionale dell'Appennino Tosco-Emiliano e all'età di sette anni si trasferisce con la famiglia a Milano dove, crescendo, ha modo di entrare in contatto con gli ambienti musicali del capoluogo lombardo. Conseguita la maturità scientifica, s'iscrive all'Università alla facoltà di scienze politiche, senza mai laurearsi.
Con l'ausilio della sola chitarra comincia a scrivere le prime canzoni componendo testi e musiche. Il suo primo abbozzo di canzone, E intanto tu non torni, resterà in attesa per anni fino a essere completata per l'album del 2012 che segna il suo ritorno.
Timidissimo e introverso, aspetta mesi prima di proporre il suo lavoro alle case discografiche (episodio raccontato ironicamente dall'artista nel pezzo Avanti): la Philips dà fiducia al cantante che, nel 1976, incide il primo 45 giri dal titolo Nata libera, brano che il cantautore presenta al Festival di Sanremo. Eliminata da un pezzo di Orietta Berti, Nata libera col tempo diventerà la più famosa canzone di Leano Morelli. Dedicata a una ragazza olandese che aveva conosciuto e che girava il mondo col sacco a pelo, durante l'estate diventa uno degli inni delle neonate radio libere che ne sanciscono il successo.
Nel 1977 l'artista torna a Sanremo con Io ti porterei, quarta canzone classificata dietro i tre gruppi sul podio, vincendo il premio della critica. Insieme a Nata libera diviene il pezzo trainante del suo primo omonimo album con cui Morelli vince a Monticello Terme il Premio Nazionale di migliore paroliere italiano, battendo personaggi come Guccini, De André, Finardi. In quel 33 giri desta un certo scandalo un altro pezzo che diventerà uno dei classici dell'autore emiliano, Un amore diverso, canzone il cui titolo fa pensare all'omosessualità anche se in realtà Morelli tratta solo di un amore vissuto in modo diverso con due donne.
Nel 1978 pubblica il singolo Se un giorno non mi amassi più che accede nella classifica dei 45 giri: questo nuovo exploit convince la sua casa discografica a inserire lo stesso singolo come lato B di una nuova canzone che partecipa al Festivalbar: con Cantare gridare sentirsi tutti uguali, raggiunge le alte vette della classifica, secondo posto, ed entra nella top 100 dei dischi più venduti dell'anno raggiungendo la diciottesima posizione in classifica. Durante l'estate il brano furoreggia nei juke-box delle spiagge della penisola diventando un po' l'inno dei giovani.
Nello stesso anno incide il secondo LP, Leano Morelli (arrangiato da Ruggero Cini) e va in tournée per tutta Italia. Nel 1979 partecipa nuovamente al Festivalbar con C'è mancato poco e incide il suo terzo album Roma Londra Milano, dal nome delle tre città che ruotano attorno al disco. I pezzi infatti sono nati praticamente a Milano, mentre l'album è stato registrato in parte a Londra e in parte a Roma. In quest'ultimo lavoro, Morelli alza il tiro con una ricerca musicale molto più approfondita nel tentativo di superare gli usuali schemi melodici nazionali. L'eterogeneità delle tre città di riferimento si riflette anche nei contenuti, perché nel disco ci sono canzoni assai differenti l'uno dall'altra, sia come tematiche sia sotto il profilo musicale: si spazia dalla ballata al reggae (La guerra dei sessi), a ritmiche roccheggianti. Avvalendosi di collaboratori notevoli, gli arrangiamenti di Martyn Ford (che ha collaborato con personaggi come Paul McCartney) agli Air Studios di George Martin (il produttore dei Beatles), Morelli realizza uno degli album italiani migliori dell'anno. Manca tuttavia un singolo trainante. Morelli dirà che il brano migliore dell'album è Ci scommetto quel che vuoi. Questa volta, a differenza del primo album, un brano sull'omosessualità di un conoscente, Non dico di no, affrontata in modo molto naif e disincantato non si presta a facili incomprensioni.
L'album Roma Londra Milano staziona nelle zone alte della classifica, ma il grande successo che la casa discografica preventivava non arriva. Morelli si ritrova anche, obbligato per contratto, a partecipare l'anno seguente a Sanremo, senza tuttavia avere un pezzo adatto pronto e presenta nel 1980 Musica Regina, che si rivela un fiasco. Quest'esperienza mette la fine al suo rapporto con la PolyGram.
Nel 1981 Tonino Ansoldi dà fiducia al cantautore emiliano e Morelli partecipa per l'ultima volta a Sanremo con Angela che avvia la collaborazione con Manrico Mologni. Morelli partecipa di diritto alla finale; la canzone rimane un po' in ombra in quella che è considerata una delle edizioni del Festival col più alto livello artistico in assoluto; classici come Per Elisa di Battiato e Ancora di De Crescenzo sono state presentate proprio quell'anno.
Nel 1984 esce il quarto album, Dovevi amarmi così, prodotto da Alessandro Colombini. Il disco, molto personale e intimista, ottiene scarso successo commerciale e conclude di fatto la prima stagione artistica di Leano Morelli, a cui seguirà una pausa di un decennio, che il cantante definirà "agonistica". Canzoni come Ibrahim e Piccola stufina di Mosca affrontano, benché di riflesso e filtrate dall'esperienza personale dell'artista, tematiche più politiche come la repressione di Assad padre e la fine del sogno comunista in Unione Sovietica.
Nel 1994 esce l'album di inediti, Sfumature, più volte annunciato. Già nel 1990, durante il programma televisivo Una rotonda sul mare, Leano annunciava a Red Ronnie che stava lavorando al nuovo album. Nella primavera del 1992 la stampa lo dava già per imminente segnalando anche un duetto con l'amico Francesco Salvi nel brano Maionese, scritto e già precedentemente inciso dall'artista di Luino. Questo nuovo lavoro (stampato anche in musicassetta) sarà il primo album del cantautore emiliano a uscire in formato compact disc. Oltre a sei pezzi nuovi, fra cui spiccano la title track e Un amore che cos'è, sono presenti cinque successi del passato appositamente rivisitati. Rimarrà fuori invece il duetto con Salvi ritenuto dalla casa discografica non omogeneo con il resto dell'album. Nel 1995 l'etichetta DV-More Record pubblica l'antologia Il meglio.
Per la stessa etichetta incide nel 1997 Leano Morelli canta i successi dei Nomadi e Guccini, dove è autore di una interpretazione di Un pugno di sabbia apprezzata dal pubblico e inserita in varie raccolte.
Nel 1998 Leano Morelli canta i successi di Fabrizio De André.
Nel 2003 la Duck Record pubblica l'antologia Nata Libera (il meglio).
Leano Morelli viveva a Milano. Partecipava ogni anno come ospite d'onore al Festival Show, che si tiene d'estate nelle province del Nord-Est.
Nel 2012 pubblica il suo nuovo album di inediti Percorsi in collaborazione con il poeta e scrittore Icaro Ravasi, tra cui spiccano i singoli E intanto tu non torni, Percorsi di vita e Pezzi.
Nel 2015 insieme a Vincenzo Ferrara, noto editore discografico della WRN Music e titolare della VF Produzioni di Milano, incide il suo nuovo singolo L'ultima canzone e anche il remake di A noi ci piace fare i cuccadores.
Attualmente vive ad Olbia (Nord - est Sardegna).

## Discografia

### 33 giri (e MC)
- 1977 - Nata libera (Philips, 6323 047)
- 1978 - Leano Morelli (Philips, 6323 061)
- 1979 - Roma Londra Milano (Philips, 6323 082)
- 1984 - Dovevi amarmi così (Fonit Cetra, LPX 127)
- 1994 - Sfumature (Pull, PCD 20059)

### CD
- 1995 - Il meglio (DV More Record)
- 1997 - Leano Morelli canta i successi dei I Nomadi e Guccini  (DV More Record)
- 1998 - Leano Morelli canta i successi di Fabrizio De André (DV More Record)
- 2003 - Nata libera (Il meglio) (Duck Record)
- 2012 - Percorsi (Halidon)

### 45 giri
- 1976: Nata libera/La voglia di te (Philips, 6025 149)
- 1976: Un amore diverso/A meno che... (Philips, 6025 158)
- 1977: Io ti porterei/C'eri anche tu (Philips, 6025 165)
- 1978: Se un giorno non mi amassi più/A poco a poco ma... (Philips, 6025 182)
- 1978: Cantare, gridare sentirsi tutti uguali/Se un giorno non mi amassi più (Philips, 6025 204)
- 1979: C'è mancato poco/La guerra dei sessi (Philips, 6025 233)
- 1980: Musica regina/Tu si.Tu no...Io ma! (Philips, 6025 247)
- 1981: Angela/Pulmann (SIF, NP 10001)
- 1981: Portami al sole/Vera (SIF, NP 10006)

### Singoli
- 2015: L'ultima canzone (Warner Music Group)